# حصن بن المنهال
حصن بن المنهال (ويُسمى حفص والحسين) كان حاكمًا لليمن في القرن التاسع في عهد الخلافة العباسية .
عُين حصن حاكمًا مُقيمًا بالنيابة عن عيسى بن يزيد الجلودي، عندما غادر الأخير المقاطعة بعد فترة وجيزة من القبض على حمدويه بن علي بن عيسى بن ماهان في عام 820. وفي النهاية خلفه إبراهيم الإفريقي.

## ملحوظات
1. ↑  Al-Mad'aj 1988، صفحة 212; Van Arendonk 1919، صفحة 100; Bikhazi 1970، صفحات 25, 29.